# German Bender
German Bender, född 1976 i Buenos Aires, Argentina, är en svensk arbetsmarknadsforskare och skribent. Han är utredningschef på tankesmedjan Arena Idé, affilierad forskare vid Handelshögskolan i Stockholm och senior research associate vid Harvard Law School.

## Biografi
Bender doktorerade i företagsekonomi vid Handelshögskolan i Stockholm 2024 med en avhandling om den svenska arbetsmarknadsmodellen och var gästforskare vid Harvard University vårterminen 2023. Han har även en civilingenjörsexamen från Kungliga Tekniska högskolan och har studerat journalistik vid JMK på Stockholms universitet. Han gick naturvetenskaplig linje på Södra Latins gymnasium i Stockholm.
Sedan 2006 har Bender arbetat i olika fackliga organisationer. I början som journalist på TCO:s tidningsavdelning, därefter som utbildnings- och forskningspolitisk utredare på TCO i sammanlagt 11 år. Han representerade även TCO i statliga utredningar och i bland annat Europafacket (ETUC) i Bryssel och vid OECD i Paris.
Åren 2016-2017 var han talskrivare och opinionsbildningsansvarig på LO.
Sedan 2017 är han anställd på tankesmedjan Arena Idé. På Arenagruppen grundande han också Arena Essä och var dess redaktör de första två åren.

## Forskning
Benders forskning är tvärvetenskaplig och spänner mellan statsvetenskap, sociologi, företags- och nationalekonomi, samt ekonomisk historia.
Empiriskt fokuserar hans forskning på hur fackförbund, arbetsgivare och staten inom framför allt den svenska arbetsmarknadsmodellen hanterar utmaningar som lönebildning, automatisering, artificiell intelligens och migration.
Teoretiskt fokuserar hans forskning på hur makt, idéer, institutioner och organisationsformer kan bidra till att lösa eller förvärra olika problem på arbetsmarknaden.

## Publikationer
Bender har under många år skrivit krönikor i Dagens Arena och opinionsartiklar och analyser i svenska och internationella medier som Dagens Nyheter, Svenska Dagbladet, Dagens Industri, Aftonbladet, The Guardian, IPS Journal, Wall Street Journal, Social Europe och OnLabor.
Han har också skrivit och varit redaktör för ett antal rapporter om utbildnings- och arbetsmarknadsfrågor för Arena Idé, TCO, LO, Friedrich-Ebert-Stiftung och NESET.